# Навалкино
Навалкино — деревня в Сокольском районе Вологодской области России. Входит в состав Архангельского сельского поселения, с точки зрения административно-территориального деления — в Архангельский сельсовет.

## География
Стоит на реке Бохтюга.
Расстояние по автодороге до районного центра Сокола — 22 км, до центра муниципального образования Архангельского — 7 км. Ближайшие населённые пункты — Светликово, Курилово, Мочалово, Иванково, Пашенино, Кузнецово, Алексейцево.

## Население
| 2010 |
| ---- |
| 0    |